# Viaduc d'Oisilly
Le viaduc d'Oisilly parfois appelé le viaduc de la Vingeanne se trouve près de Mirebeau-sur-Bèze. Construit en maçonnerie, il supporte la voie unique ferroviaire de la ligne de Saint-Julien (Troyes) à Gray, franchissant ainsi la Vingeanne, le Canal entre Champagne et Bourgogne et la RD 112F. Il est situé au nord-ouest du village d'Oisilly partagé pour sa moitié est sur le territoire de cette commune et pour la moitié ouest sur la commune de Blagny-sur-Vingeanne, dans la Côte-d'Or, en France.

## Situation ferroviaire
Construit à 220 mètres d'altitude, le viaduc d'Oisilly est situé au point kilométrique (PK) 332,469 de la ligne de Saint-Julien (Troyes) à Gray aujourd'hui désaffectée.

## Histoire
Les travaux sont adjugés en avril 1886 et durent un peu plus de deux ans, sans incident particulier en dehors de quelques fissures lors de la construction des anneaux des grandes voûtes qui nécessitent quelques retouches. En marge du chantier, trois maçons travaillant à la construction du viaduc commettent en mai 1887 un attentat contre la cure d'Oisilly qui provoque l'indignation du pays.
Inauguré peu de temps avant l'Exposition universelle de Paris de 1889, le viaduc y est représenté par un modèle réduit et des dessins techniques dans le pavillon du service de la construction de la Compagnie des chemins de fer de l'Est.
L'arche surplombant le canal est détruite pendant la Seconde Guerre mondiale puis reconstruite en béton.
Les derniers trains de voyageurs l'empruntent en 1969 et les derniers trains de marchandises en 1975. La voie, encore utilisée ensuite pour des échanges de matériel, n'est pas déferrée.

## Description
Il est réalisé en pierre, principalement des moellons issus d'une carrière située à 10 kilomètres du viaduc à Licey-sur-Vingeanne. La pierre de taille utilisé pour certains ornements ou emplacements stratégiques provient également de cette carrière, tout comme les moellons de parement qui recouvrent l'ouvrage. L'évacuation des eaux de ruissellement s'effectue par des gargouilles noyées dans la maçonnerie, à décor de mufles de lion.
Les caractéristiques principales de ce viaduc droit sont les suivantes :
- Hauteur : 19,5 m ;
- Longueur totale : 295 m ;
- Largeur : 4,51 m entre parapets ;
- Nombre d'arches : 7 aux tympans évidés de 37 m d'ouverture et de 14,50 m de flèche.

Certaines fondations ont plus de 8 m de profondeur. La naissance des arcs se fait à 1,10 m au-dessus des fondations ; les tympans de ce viaduc sont évidés au moyen de trois ouvertures de 2,50 m de large séparés par des piliers d'un mètre de large.
L'ensemble du viaduc peut être inspecté grâce à des regards munis d'échelles descendant à l'intérieur des piles ; le viaduc a été muni de chambres de minage dans quatre de ses piles afin de faciliter sa destruction en cas d'invasion.

## Valorisation du patrimoine
Le viaduc apparaît dans le film de Pierre Granier-Deferre La veuve Couderc avec une 140C qui le traverse.
Le Vélorail de la Vingeanne, qui utilise la ligne au départ de la gare de Champagne-sur-Vingeanne, envisage d'étendre sa prestation jusqu'au viaduc.

## Galerie

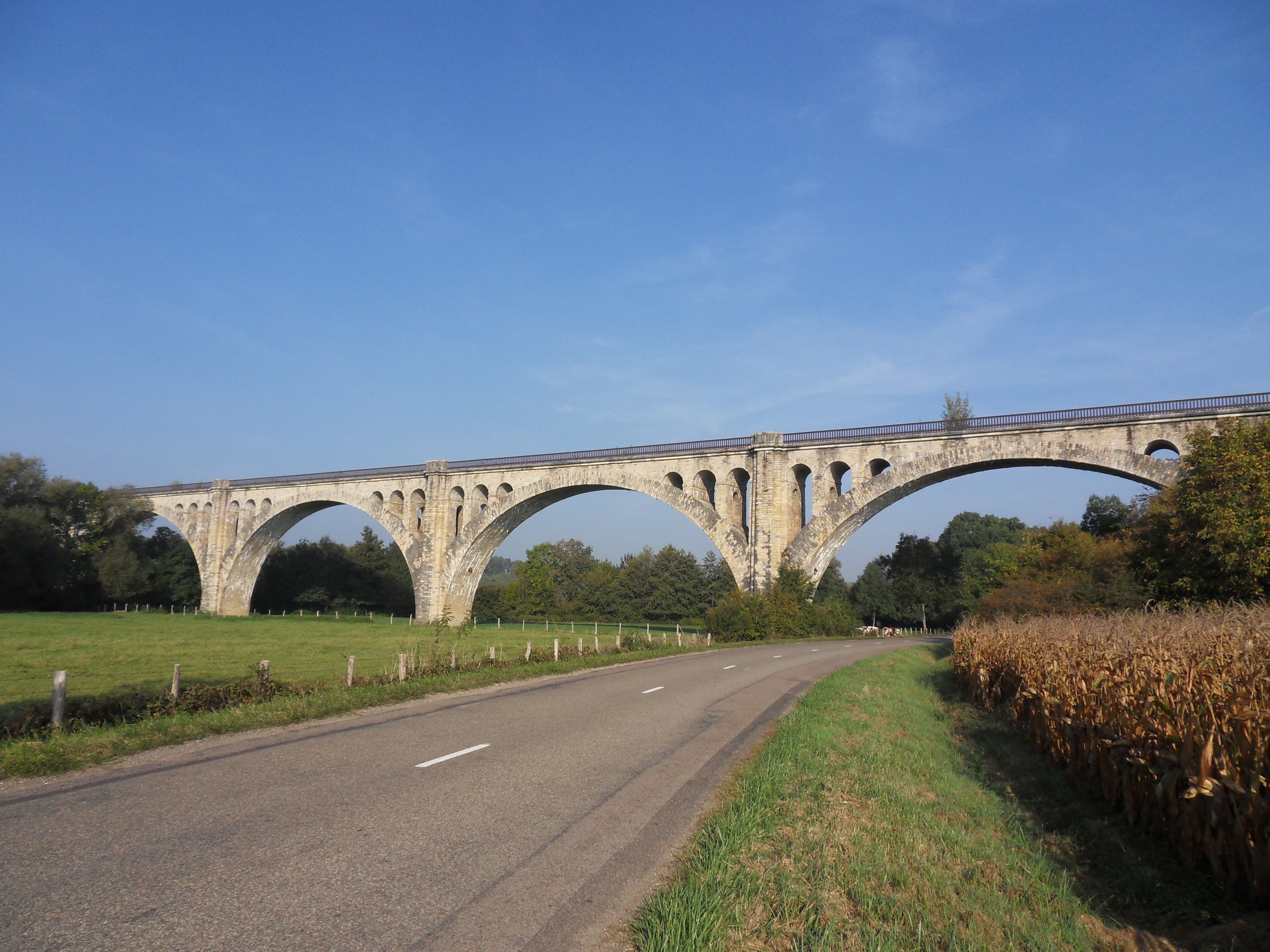
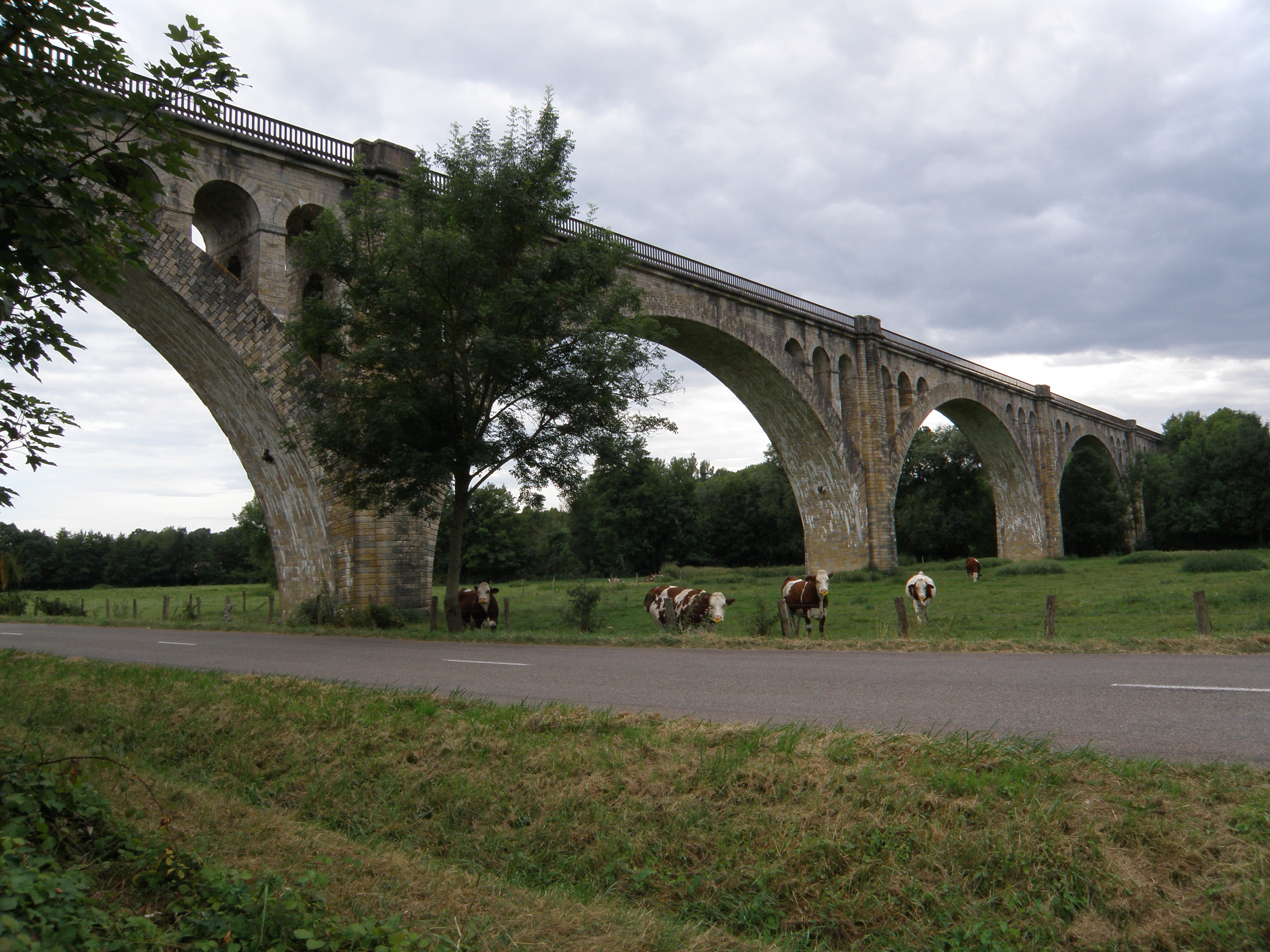
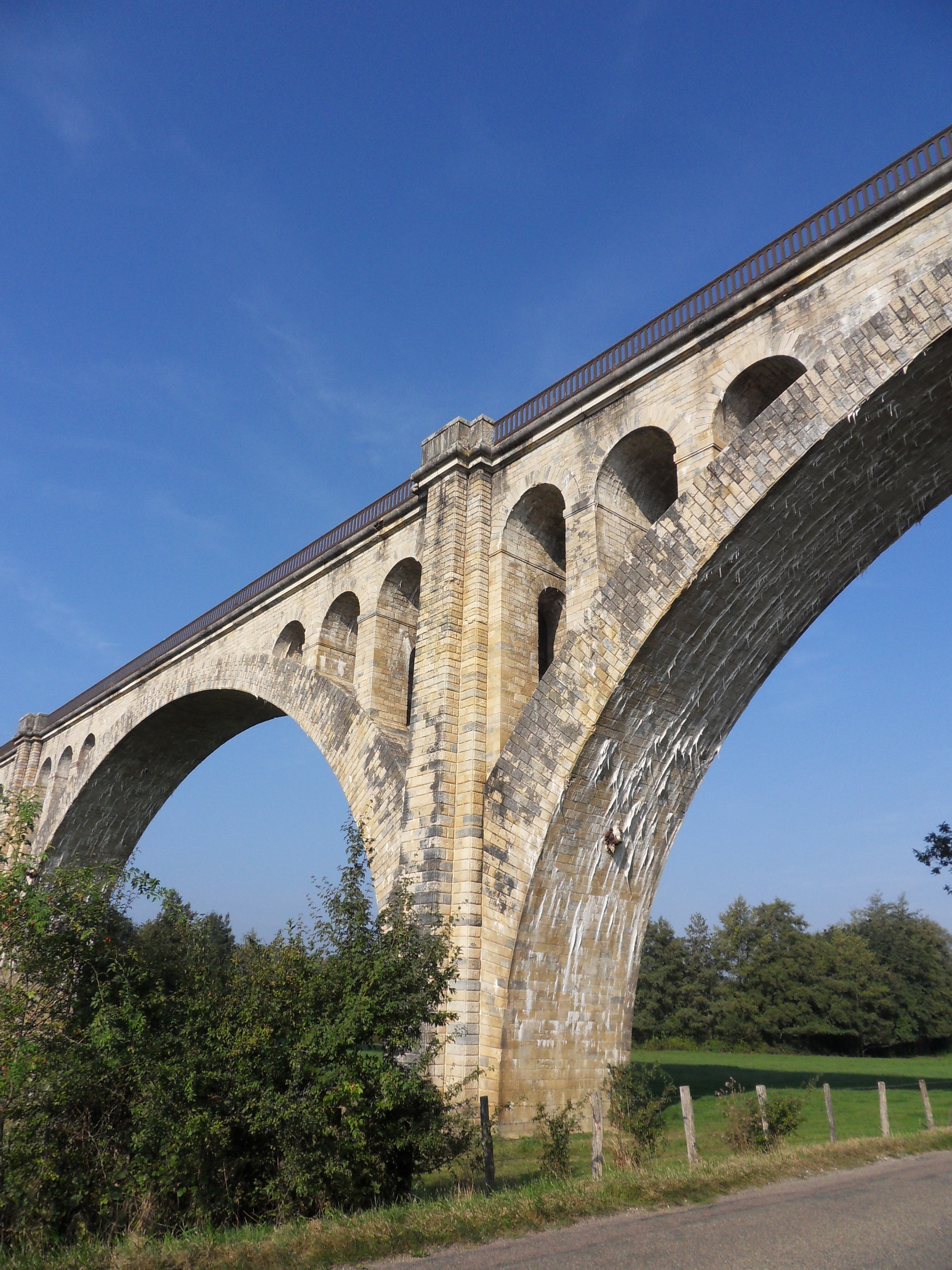
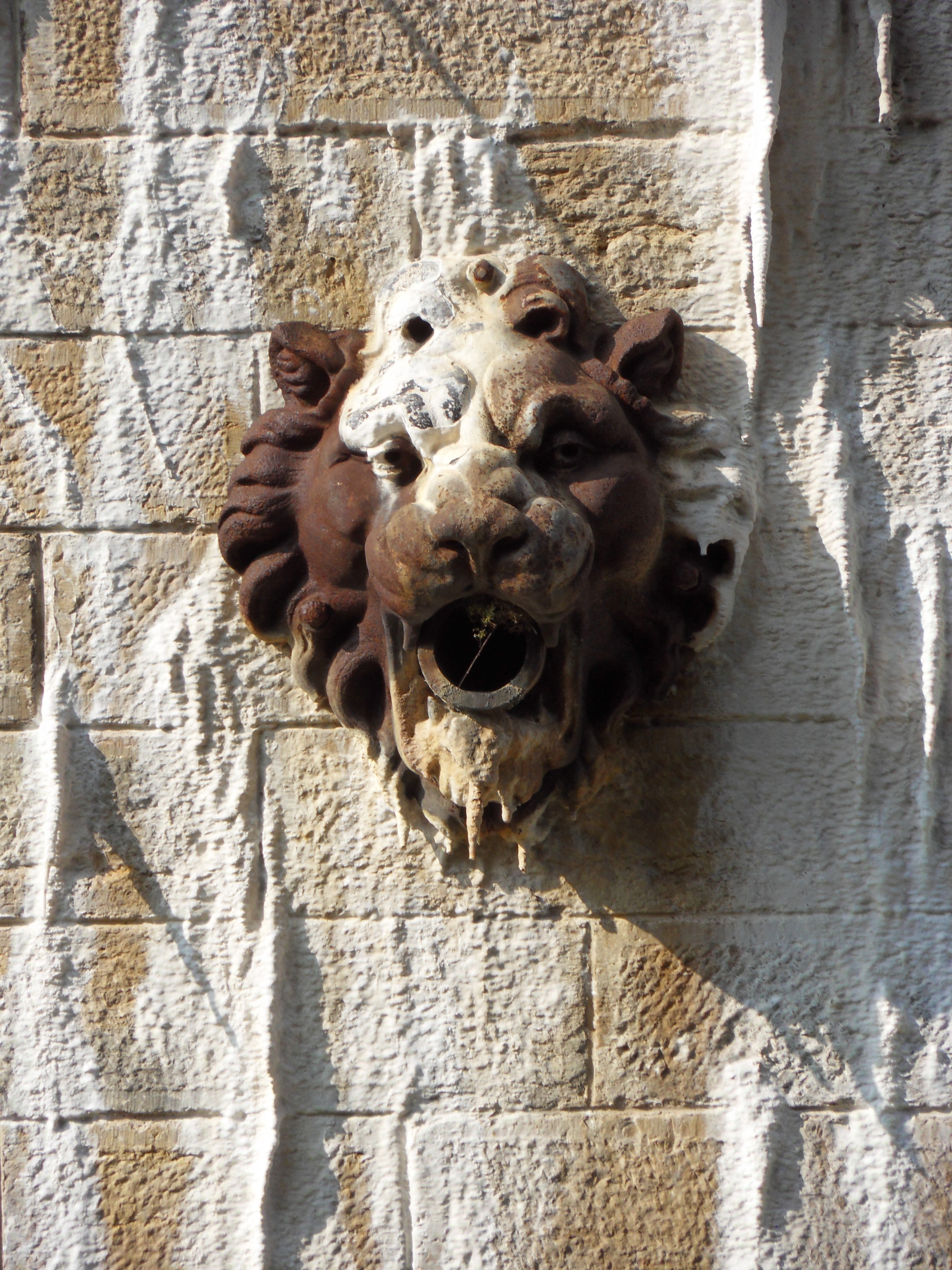
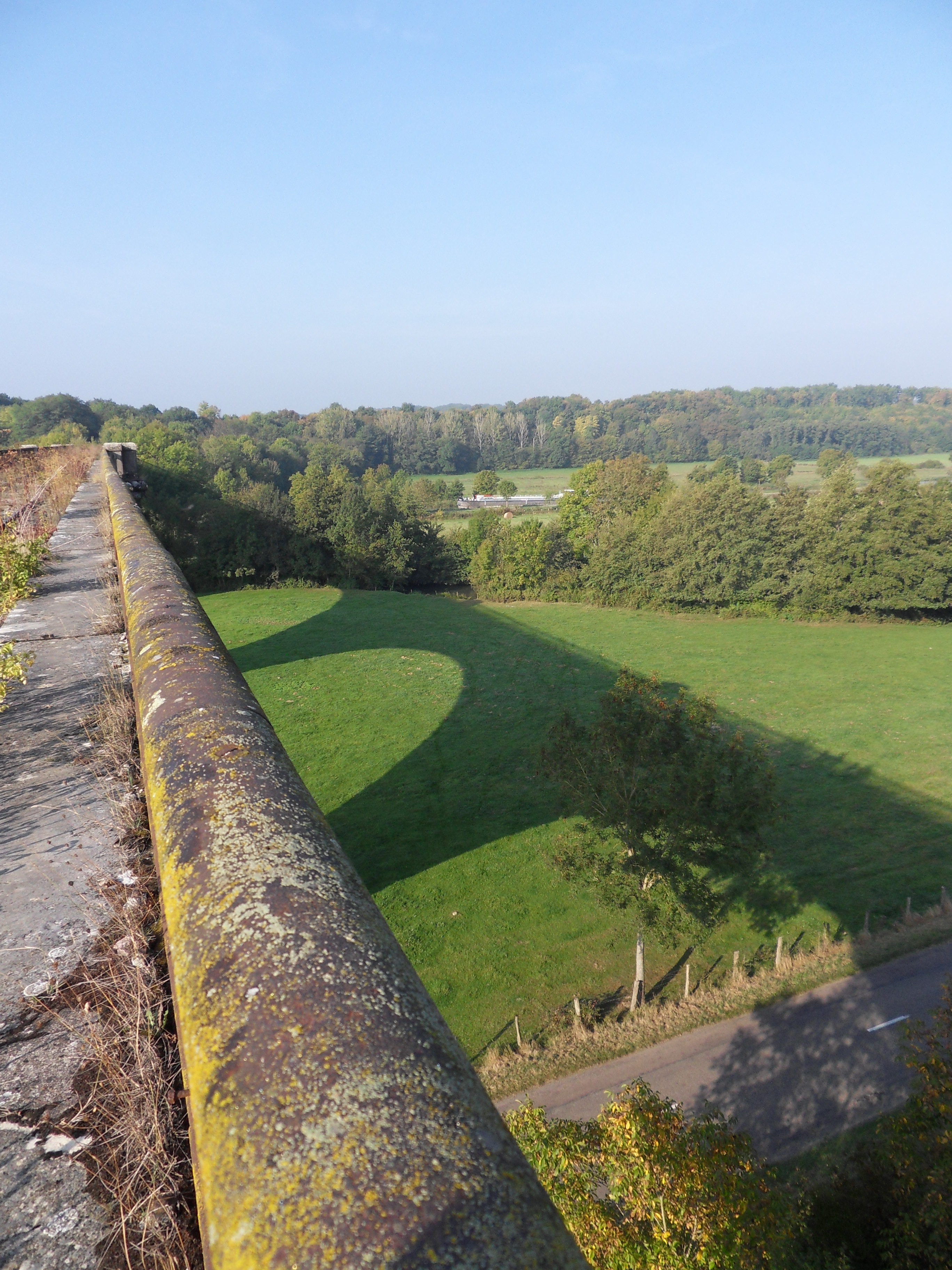
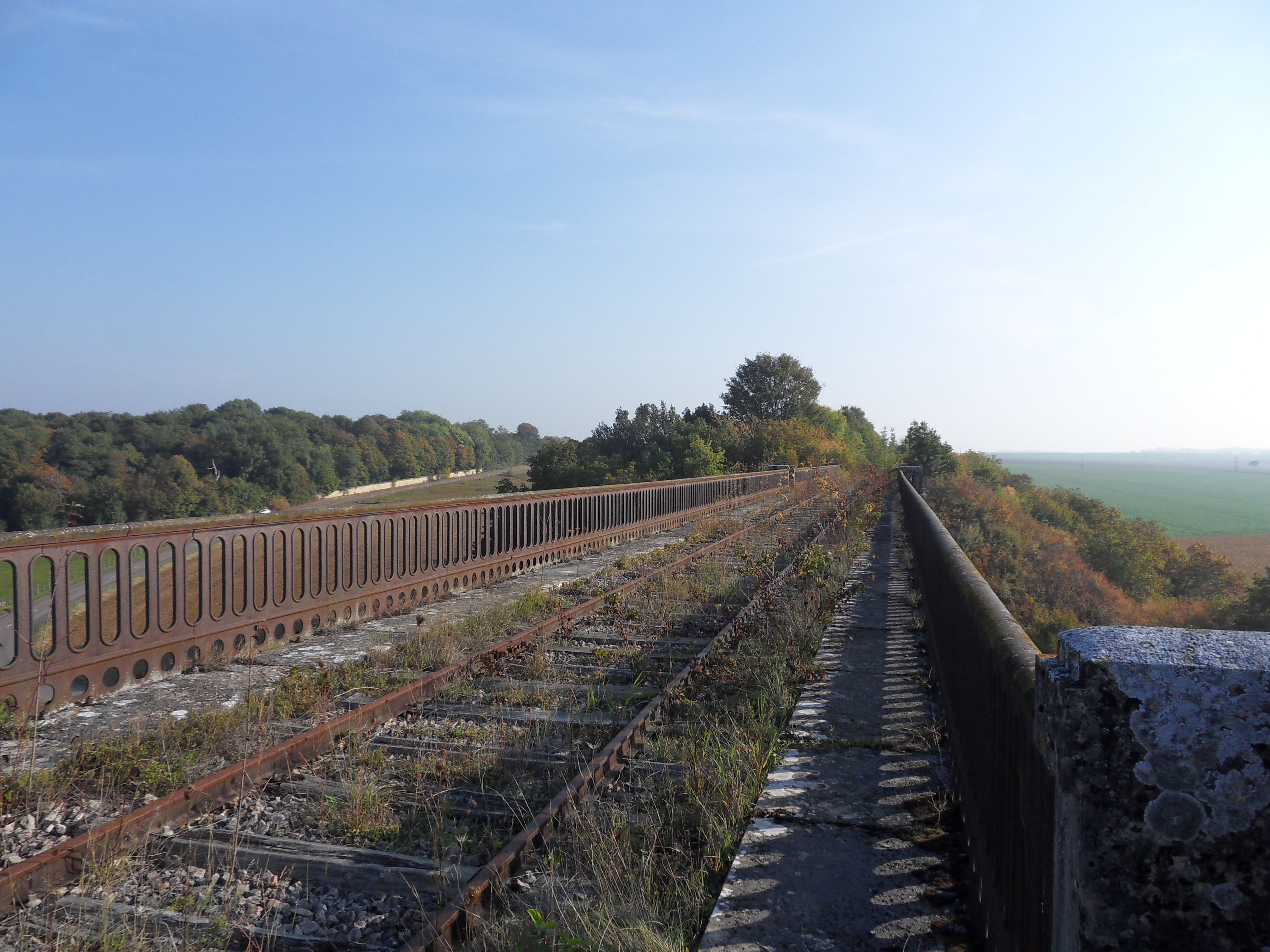
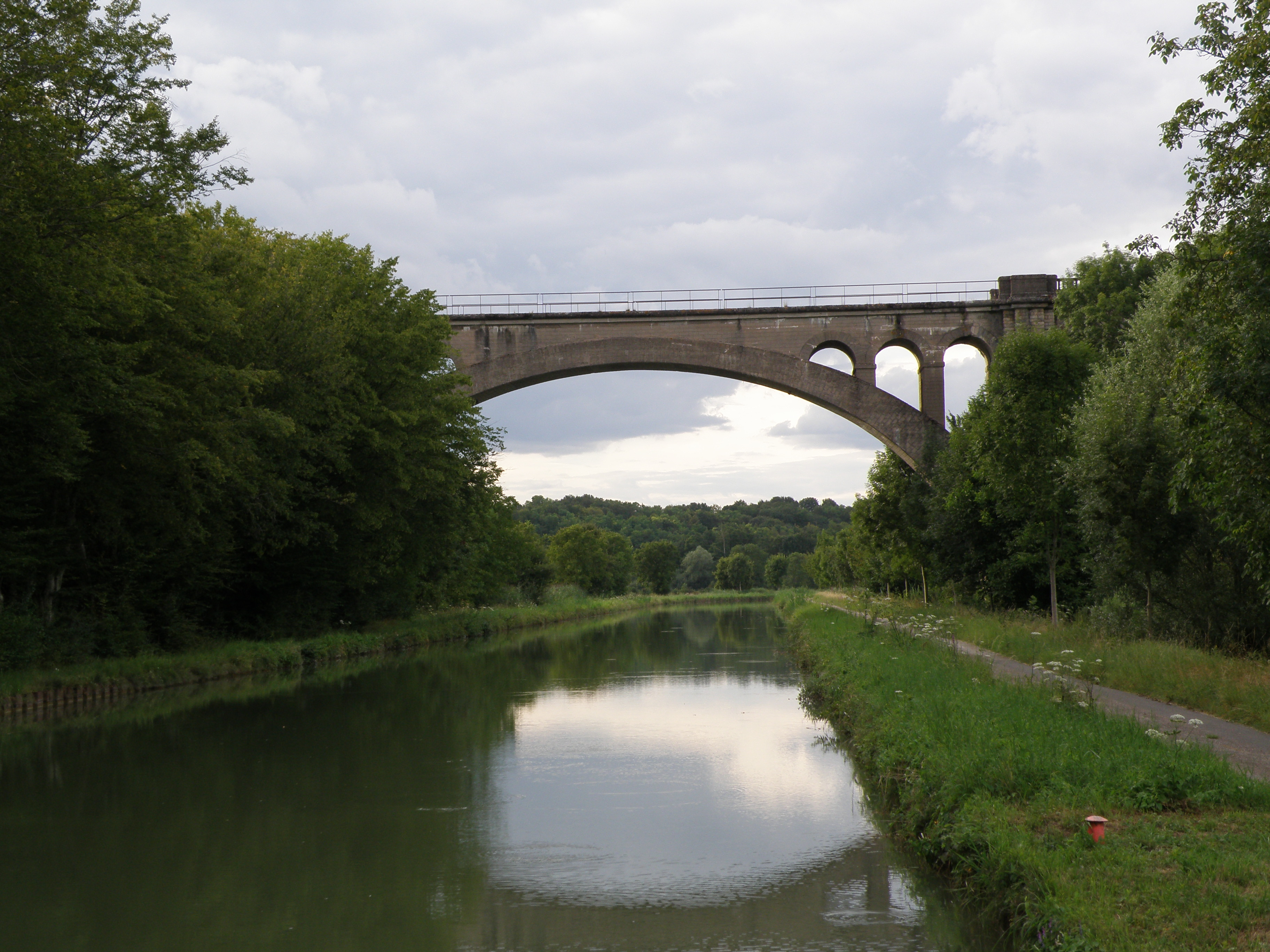
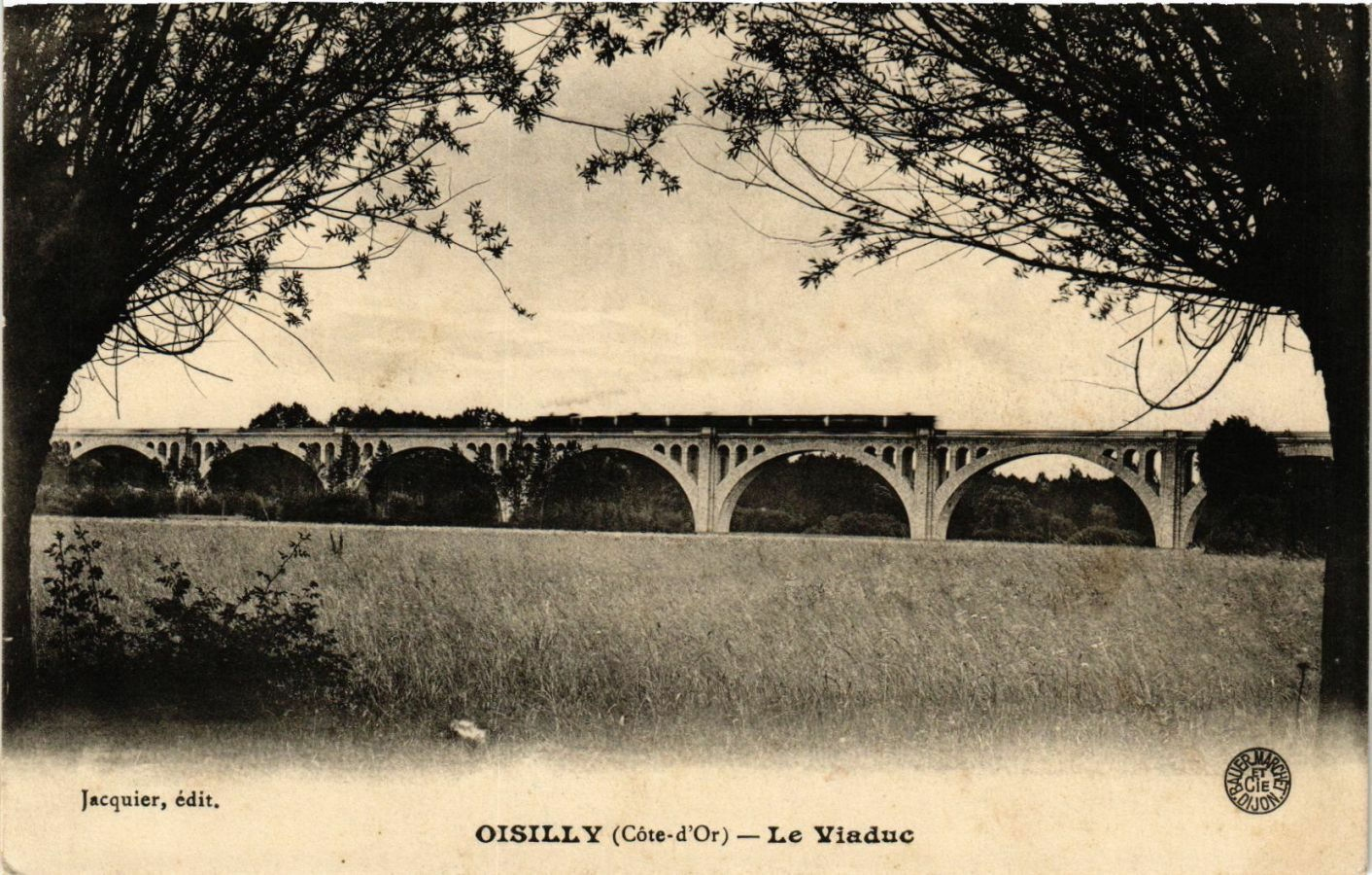